# GSC1874-182
GSC1874-182 — хімічно пекулярна зоря спектрального класу B8, що має видиму зоряну величину в смузі V приблизно 11,5.

## Пекулярний хімічний вміст
Зоряна атмосфера GSC1874-182 має підвищений вміст 
Si
.